# Splachnum lingulatum
Splachnum lingulatum là một loài rêu trong họ Splachnaceae. Loài này được Dicks. mô tả khoa học đầu tiên năm 1801.